# Kwartvoicing

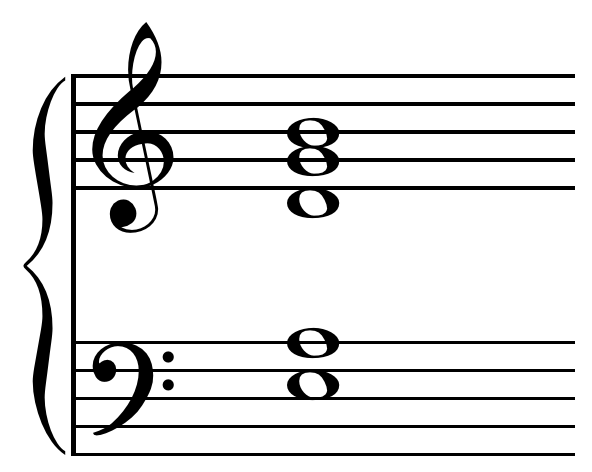
So What-akkoord, kwartvoicing met 5 noten

Kwartvoicings (ook: kwartenvoicings of kwartenakkoorden) komen vooral voor in de jazzmuziek, alwaar de term is ontstaan. Normaal gezien bestaat een akkoord uit een opeenstapeling van tertsen (klein of groot), maar bij kwartvoicings zijn de akkoorden opgebouwd uit kwarten. 
Kwartenvoicings zijn doorgaans drie- tot zesstemmig, waarbij men bij de opbouw van het akkoord onder een bepaalde melodienoot reine of overmatige kwarten plaatst. 
Kwartvoicings werden pas frequent gebruikt na het legendarische "So What" van Miles Davis, eigenlijk de eerste modale compositie in de jazzmuziek. De akkoorden met de "So What-voicings" (met 5 noten) worden daarin gespeeld door pianist Bill Evans. Het stuk leende zich, beter dan elk stuk daarvoor, uitstekend tot het spelen van die voicings.  Het A-gedeelte (8 maten X2) staat in Dm dorisch, en het B-gedeelte (8 maten) in Ebm dorisch.  Bijgevolg had men dus tijd zat om op die Dm dorisch van alles uit te proberen, waaronder kwartvoicings.  Legendarisch is de voicing (op Dm): D-G-C-F-A.  Maar ook is het gebruikelijk om bijvoorbeeld een gehele toonladder (vb. C groot) in kwarten te spelen.  Let op, er zijn dan sowieso enkele voicings die iets minder goed klinken, en waar men dus voorzichtig mee moet om springen.  